# マキノセンニュウ

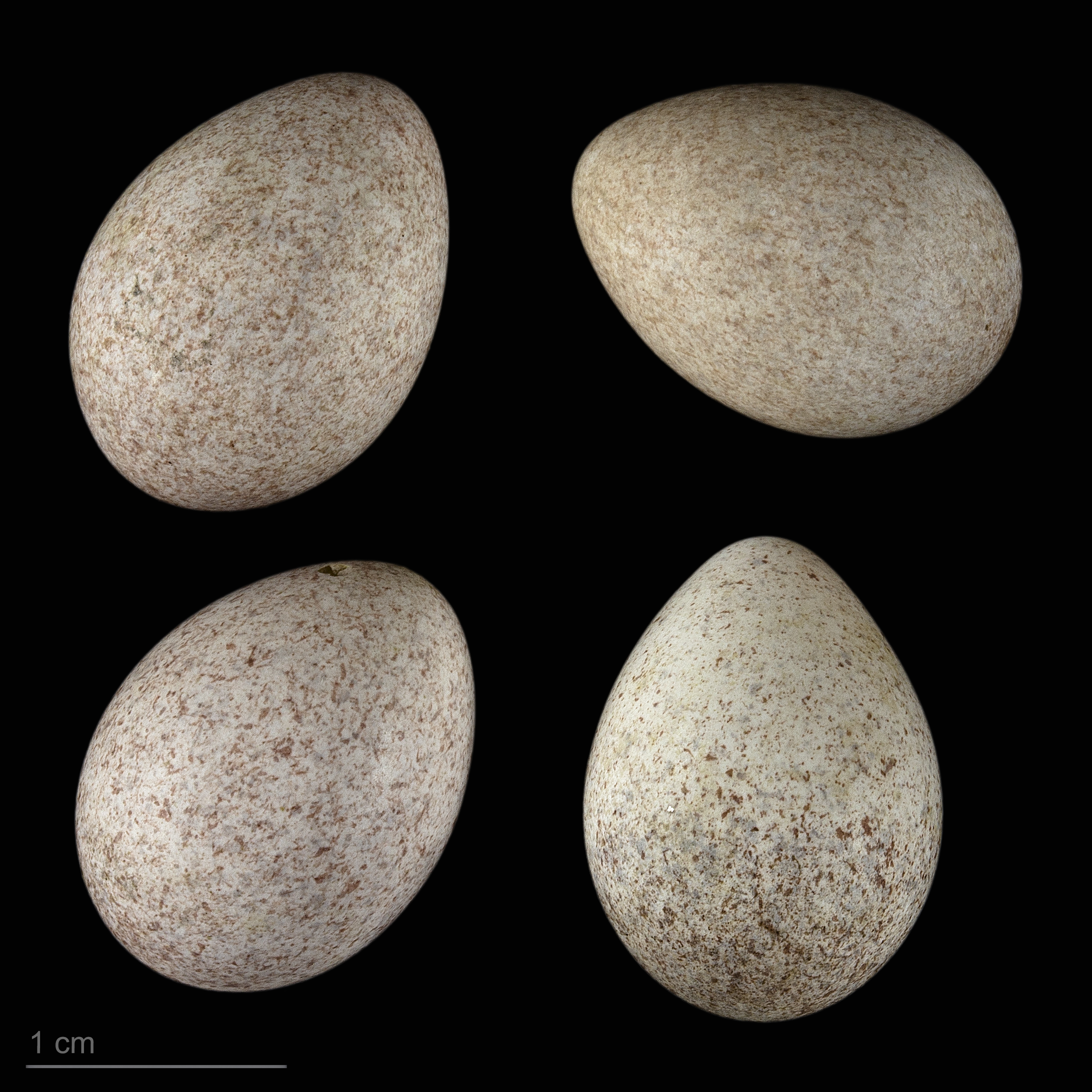
Locustella lanceolata

マキノセンニュウ（牧野仙入、学名：Locustella lanceolata）は、スズメ目センニュウ科センニュウ属に分類される鳥。

## 分布
インド北東部、インドネシア（スマトラ島、ボルネオ島）、カンボジア、シンガポール、スリランカ、大韓民国、中華人民共和国北東部、朝鮮民主主義人民共和国、日本、ネパール、バングラデシュ、フィリピン、ブルネイ、ベトナム、マレーシア、ミャンマー、モンゴル人民共和国、ラオス、ロシア
夏季はユーラシア大陸北東部や日本で繁殖し、冬季は東南アジアで越冬する。日本では夏季に繁殖のため主に北海道（過去に富士山麓でも繁殖例あり）に飛来（夏鳥）し、それ以外の地域では渡りの途中で飛来（旅鳥）する。

## 形態
全長12cm。尾羽は短い。背面は淡褐色、腹面は白い羽毛で覆われ黒い縦縞が入る。体側面や尾羽基部の腹面（下尾筒）は黄褐色の羽毛で覆われ、下尾筒には黒褐色の斑紋が入る。眼上部にある眉状の斑紋（眉斑）は細く淡黄色。嘴の基部から眼を通り後頭部へ続く筋模様（過眼線）は黒い。三列風切や大雨覆では羽毛の軸に沿って黒い褐色の斑紋（軸斑）があり、羽毛の外縁（羽縁）は黄褐色。
嘴の色彩は黒。後肢の色彩はピンク色。
幼鳥は背面が暗色、腹面が黄褐色の羽毛で覆われる。

## 生態
平地の草原、湿地などに生息する。和名は牧野（牧草地）にも生息することに由来する。危険を感じると飛翔し、近くの茂みに隠れる。
食性は動物食で、昆虫類、節足動物などを食べる。
繁殖形態は卵生。昼夜共に草の茎や葉の上で囀る。茂みや草の根元に枯草などを組み合わせたお椀状の巣を作り、日本では6-7月に3-5個の卵を産む。メスのみが抱卵する。 

## 人間との関係
- 準絶滅危惧（NT）（環境省レッドリスト）[3]